# Homorthodes fractura
Homorthodes fractura là một loài bướm đêm trong họ Noctuidae.